# احمد بن یحیی ابن سوده
احمد بن یحیی ابن سوده (۱۹۲۰، فاس - ۲۰۰۸، رباط) سیاستمدار مغربی بود. در دانشگاه قرویین درس خواند، با استعمار فرانسویان مبارزه نمود و دستگیر شد. پس از استقلال مراکش در سال ۱۹۵۸م، وزیر جوانان و ورزش انتخاب شد. سپس، فرماندار رباط، مدیر صدا و سیما، سفیر مغرب در لبنان، مدیر دیوان پادشاهی، مشاور حسن دوم و فرزندش محمد ششم بود. در رباط درگذشت و دفن شد. کتابخانه‌ای شخصی بزرگ داشت که ورثهٔ او به کتابخانهٔ ملی مراکش اهدا نمودند؛ شامل ۶۵۹ نسخهٔ خطّی، ۱۰۱۵ کتاب چاپ سنگی، ۱۷۴۴۸ چاپی نوین، ۱۸۹۳ مجله و دیگر اسناد بود.